# モスラー・オートモティブ
モスラー・オートモティブ（Mosler Automotive）はアメリカ合衆国のフロリダ州リビエラ・ビーチに本社を置いていたスーパーカーの製造会社。1985年、ウォーレン・モスラーによってコンスライアー・インダストリーズ（Consulier Industries）として設立され、コンスライアー・GTPを製造した。自動車部門がモスラー・オートモティブとして分離された際にGTPはイントルーダー（のちにラプター）と改称された。その後、2001年から彼らはMT900を製造していた。映画監督のジョージ・ルーカスはMT900Sを受け取った最初の人物である。2013年6月、モスラー・オートモティブはロシオン・オートモティブに吸収合併された。

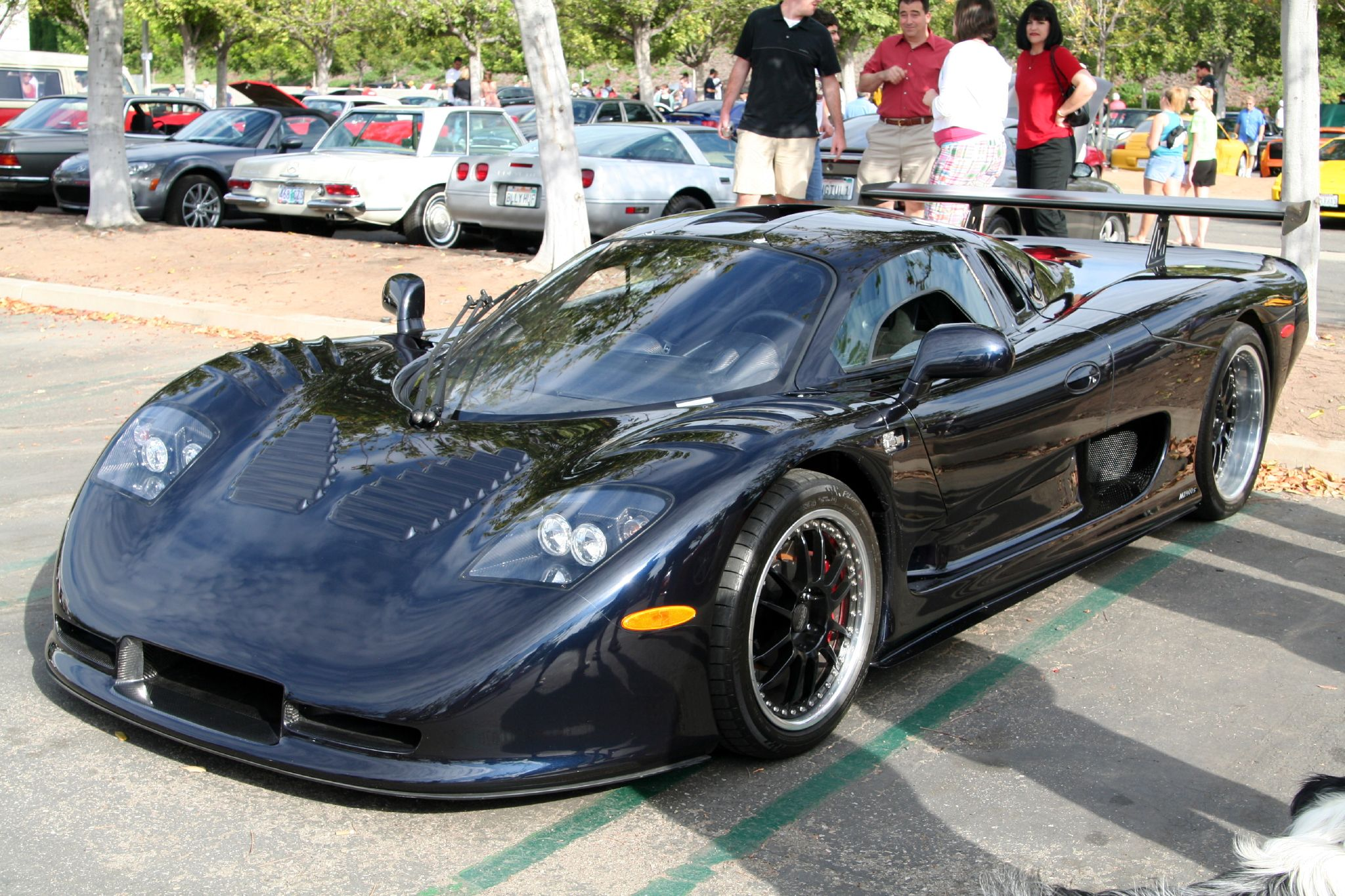
モスラー・MT900S

## 歴史

### コンスライアー・インダストリーズ
1985年、債券トレーダーのウォーレン・モスラーはコンスライアー・インダストリーズを起業しコンスライアー・GTPの販売を始めた。この車は重量2200lb（約998kg）で、190hpを発揮するクライスラー製2.2Lターボチャージドエンジンをミッドシップに搭載していた。シャシーはガラス繊維と気泡ゴムでできたモノコックであった。

### モスラー・オートモティブの分離
1993年、コンスライアー・インダストリーズはその自動車部門をモスラー・オートモティブとして分離した。彼らは新しく出力300hpのGM LT1エンジンを搭載するGTPの改良版、イントルーダーを販売した。1993年及び1994年にイントルーダーはネルソン・レッジズ24時間レースに参加し、2年連続で勝利した。しかし以降はレースへの出場を禁止された。また、1996年にはリンゲンフェルター・パフォーマンス・エンジニアリングによって改造された出力450hpのイントルーダーが、カー・アンド・ドライバー誌主催の「ワンラップ・オブ・アメリカ」で優勝した。
1997年にイントルーダーは新たに空気抵抗を低減させるV字型のフロントガラスを与えられ、ラプターと改称された。この車は1997年と1999年のワンラップ・オブ・アメリカで優勝している。1997年のマシンは重量2773lb（約1258kg）、チューンされた6.3LV8エンジンを搭載していた。
2001年、完全な新型モデルであMT900が発表された。このカーボンファイバー製シャシーを持つスーパーカーはシーメンスのデザインソフトウェアによって設計され、出力350hpのGM LS1エンジンをミッドシップに搭載していた。MT900Sの初期のプロトタイプは製品モデルより390lb（約177kg）重く出力も65hp低かったが、0-60mph加速は3.5秒であり、静止状態から0.25マイルを12.0秒で走り抜けた。その後改良を重ねた2005年のMT900Sはシボレー・コルベットZ06に由来するLS6エンジンを搭載し、435hpの出力を発揮した。また重量は2500lb（約1136kg）であった。「フォトン」モデルにはヒューランド製トランスミッション、薄壁サブフレーム、BBS製マグネシウムホイール、チタン製スプリング、カーボンファイバー製のシートが装備され、車重は1980lb（900kg）まで減らされた。
またMT900のレース仕様であるMT900Rも発表されており、2003年のデイトナ24時間レースにおいてクラス優勝を果たしている。ヨーロッパにおいてもMT900Rは活躍し、イギリスGT選手権、FIA GT ツーリスト・トロフィーレース、ブリットカーシリーズ、スペインGT選手権などで勝利を挙げた。

## モデル
- コンスライアー・GTP
  - イントルーダー
  - ラプター
- J-10 スポーツ
- ツインスター
- MT900
  - MT900R
  - MT900R GT3
  - MT900S
  - MT900S フォトン
  - MT900S GT
  - MT900M
  - MT900 GTR XX
- GT300
- GT600
- Super GT
- ランドシャーク

## 参照
1. ↑  Aziz, Nick (2006年12月22日). “George Lucas gets first Mosler MT900S”.   Leftlanenews.com. 2012年11月7日閲覧。
2. ↑  “モスラーがロシオンに吸収合併”.   AUTOCAR JAPAN (2013年6月21日). 2020年4月11日閲覧。